# Radio Boys
I Radio Boys sono stati un gruppo musicale vocale italiano, attivo negli anni quaranta e cinquanta.

## Storia del gruppo
Il gruppo era composto inizialmente da otto uomini di Torino, che quando non svolgevano la loro abituale attività seguivano dei corsi di canto organizzati dalla Rai nella loro città, sotto la guida del maestro Carlo Prato.
A partire dal 1947 è stato utilizzato come accompagnamento corale di artisti famosi, sia alla radio che in sala d'incisione.
Il suo primo brano di successo è stato Ciao Turin.
La formazione a cinque membri comprende Cosimo Gili, Enrico Alfiero, Alfredo Forlani, Aldo Prandi e Sergio Ponalini.
Il gruppo ha partecipato alla realizzazione di colonne sonore sia per il cinema che per il teatro e lavorato con il maestro Francesco Ferrari.
Nel 1954 ha vinto il Concorso della Canzone Veneziana accompagnando Jula de Palma nel brano Marieta... monta in gondola.
Nel 1955 ha partecipato all'esecuzione di sei brani in gara al Festival di Sanremo 1955, fra cui Canto nella valle proposto con Nuccia Bongiovanni e Bruno Pallesi, che si è classificato al terzo posto.
Il gruppo si sciolse l'anno seguente.

## Discografia

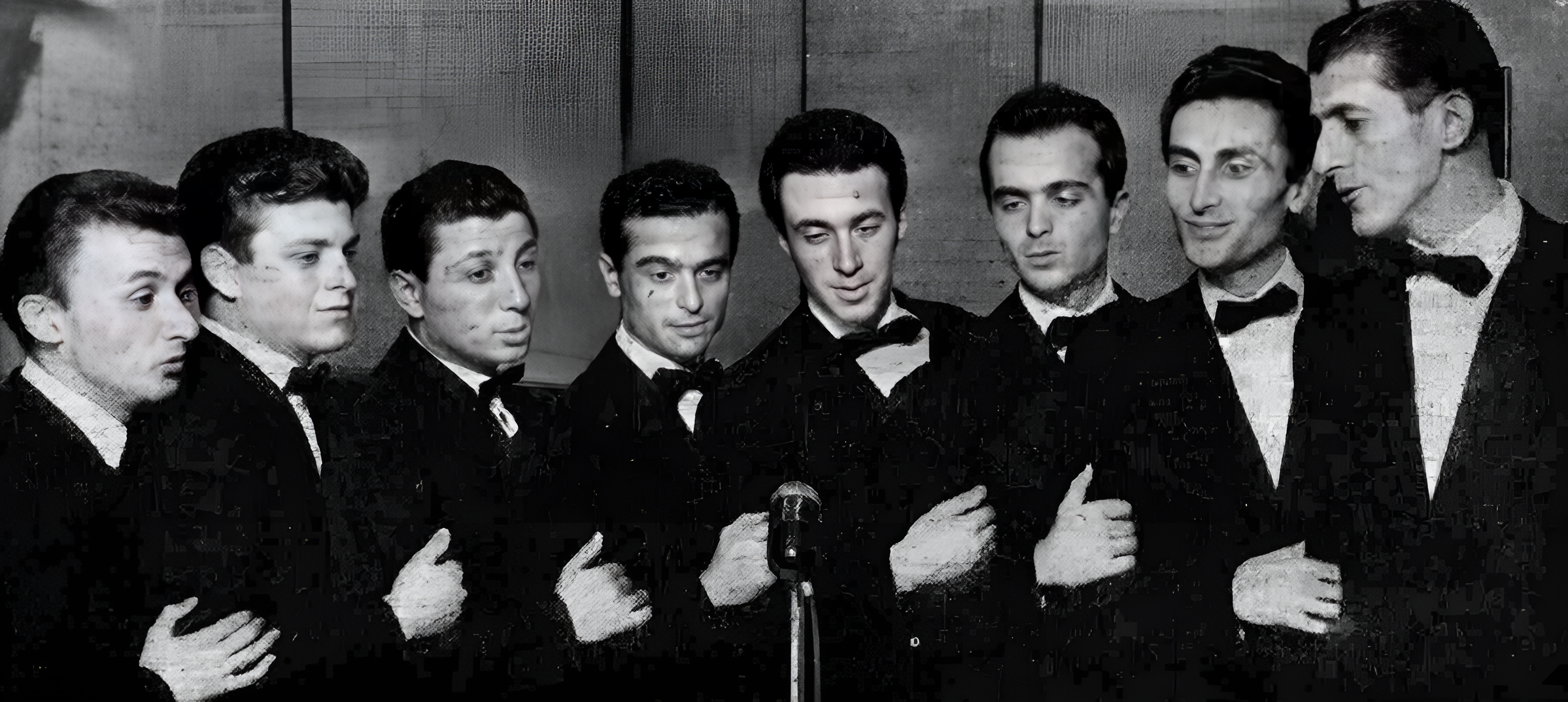
I Radio Boys nel 1949

### Singoli
- 1949 Angeli negri (Angelitos negros)/Valzer dell'ascensore (Cetra, DC 5012)
- 1949 Se a Milan ci fosse il mare (Cetra, DC 5036)
- 1950 Notturno alpino/Malagueña (Suan husteco) (Cetra, EE 6007)
- 1952 Asdrubale di V.Agostini - C.F.Gaito - samba - orch. Allegriti (Fonola N.2260)
- 1954 Gli uomini del Far West (Fonit, EP. 4026)
- 1956 Marieta... monta in gondola (Fonit, EP. 4105)
- 1957 Django (Cetra, SP 101)
- 1958 Ciao Turin (Cetra, SP 219)
- 1959 Quand ch'i j'ero a Pampalù (Columbia, SCMQ 1201)
- 1962 Ciao Turin/Sita Paradis (Columbia, SCMQ 1601)

### Partecipazioni
- 1965 La Prova del Nove Vol. 2° (Cetra, LPP. 48), con il brano Ciao Turin
- 1980 Le canzoni dei ricordi - Vol. 21 - 1948 (Cetra, LCR 3021), con il brano Don Ramon
- 1981 Le canzoni dei ricordi - Vol. 28 - 1949 (Cetra, LCR 3028), con il brano Malagueña
- 1995 Sanremo racconta 2 (RTI Music, RSS 002-2), con il brano Canto nella valle
- 2005 V Festival di Sanremo - I^ serata (Twilight Music, TWI CD AS 05 17), con il brano Era un omino piccino piccino
- 2020 Le canzoni dell'anno 1950 (Musictales, 2087802), con i brani Malagueña e Tarantella dell'amore
- xxxx Ciao Turin - Arrivederci Torino (Regal, QRX 9058), con i brani Sita' Paradis e Quand ch'i j'ero a Pampalù